# 罗尔贝格 (奥地利)
罗尔贝格（德語：Rohrberg）是奥地利蒂罗尔州施瓦茨县的一个市镇。总面积10.17平方公里，总人口462人，人口密度45.4人/平方公里（2005年）。